# Flugplatz Allstedt

i7
i11
i13
Der Flugplatz Allstedt (ICAO-Code: EDBT) ist ein deutscher Sonderlandeplatz bei Allstedt. Er ist für Flugzeuge bis 5700 kg zugelassen. Der Flugplatz Allstedt liegt im Landkreis Mansfeld-Südharz in Sachsen-Anhalt, rund 50 Kilometer westlich von Halle (Saale).

## Flugbetrieb
Vom Flugplatz aus finden keine Linienflüge statt, Charterflüge sind jedoch mit zugelassenem Fluggerät möglich. Am Flugplatz waren im Jahre 2018 26 Flugzeuge stationiert, darunter eine für Instrumentenflug zugelassene Antonow An-2. Die Ostdeutsche Drachen- und Ultraleichtschule nutzt den Flugplatz. Seit 2015 findet in der Regel am letzten Wochenende im August ein Flugplatzfest mit umfangreichem Flugbetrieb statt, daneben jährlich ein Opel-, ein Renault 19- und ein Ford Escort-Treffen. Ein weiterer Höhepunkt auf dem Gelände ist das jährlich im Juli stattfindende markenoffene Tuningtreffen Meet for Speed. Im Jahr 2015 fand zum ersten Mal das Freakstock-Festival statt.

## Geschichte
Der Platz wurde ab 1955 errichtet und war bis 1992 Militärflugplatz der Fliegerkräfte der Westgruppe der sowjetischen Streitkräfte (GSSD). Anfangs wurde er als Reserve- und Ausweichflugplatz genutzt, meist von Jagd- und Jagdbomberfliegereinheiten der in der DDR stationierten 16. Luftarmee, zum Beispiel, wenn deren Heimatbasen von Baumaßnahmen betroffen waren. Ab 1970 kamen Hubschrauber der sowjetischen Armeeflieger hinzu. Eine dauerhafte Belegung erfolgte ab 1967 mit der Stationierung des mit MiG-21R und Su-17 ausgerüsteten 294. ORAP (Selbstständiges Aufklärungsfliegerregiment). Ihm folgte als zweiter Hauptnutzer ab 1985 das mit Mi-8 und Mi-24 ausgestattete 225. OBWP (Selbstständiges Kampfhubschrauberregiment). Beide Einheiten blieben bis zum Mai 1991 in Allstedt. Ab 1972 wurde der Flugplatz zum turnusmäßigen Austausch von GSSD-Angehörigen genutzt und deshalb regelmäßig von Verkehrsflugzeugen der Aeroflot angeflogen. Im Juli 1991 wurde das Gelände den deutschen Behörden übergeben, die im Folgenden erhebliche Rückbaumaßnahmen durchführen ließen. So wurde unter anderem ab 1996 die für die Armeeangehörigen von 1966 bis 1968 errichtete Wohnzone, bestehend aus 17 vier- bis fünfgeschossigen Plattenbauten nebst dazugehöriger Infrastruktur mit Einkaufsmöglichkeiten und einer Schule, komplett abgerissen und die 2500×60-m-Landebahn auf 1200 m gekürzt.

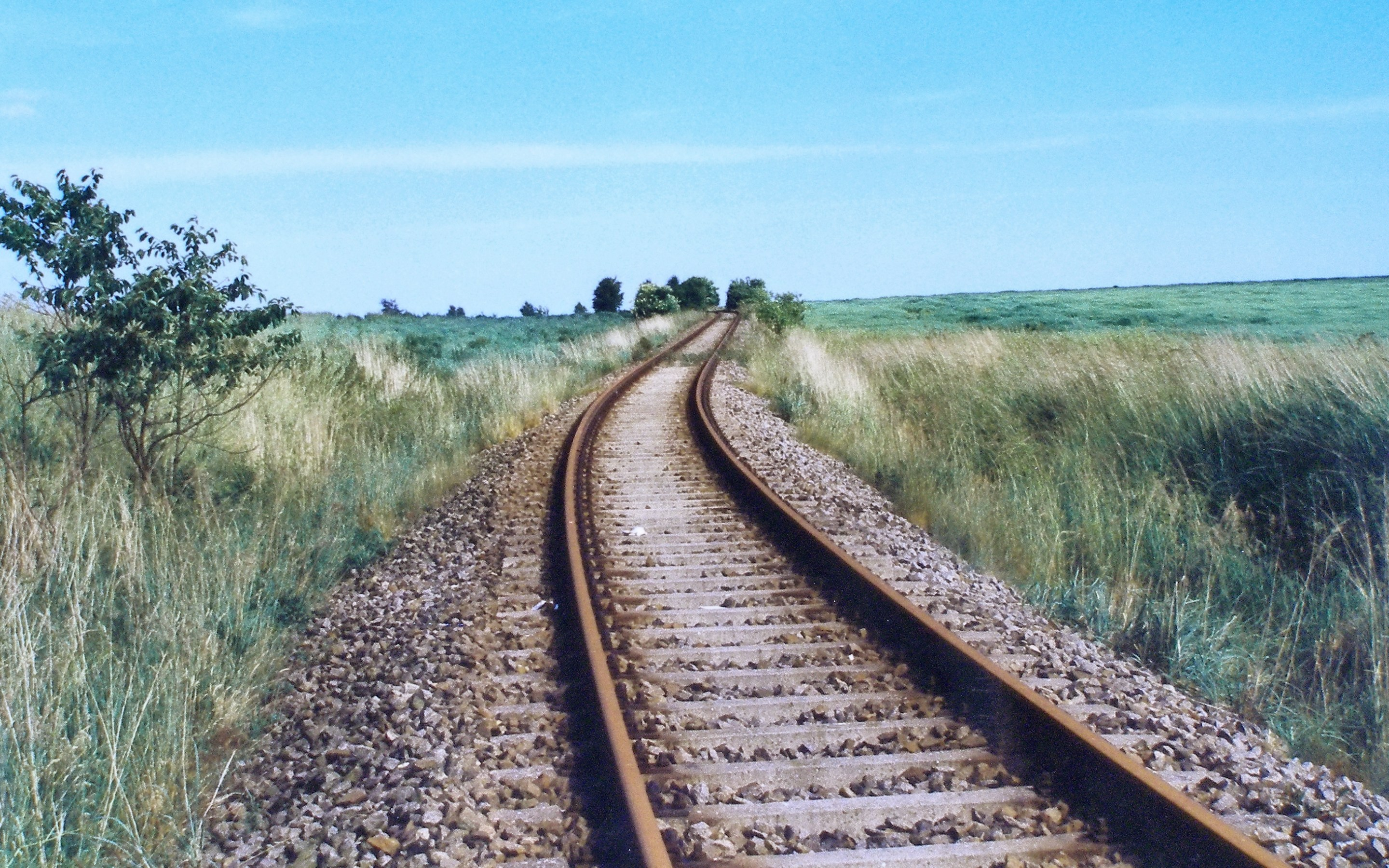
Flugplatzbahn Allstedt bei Lodersleben, Juni 2000

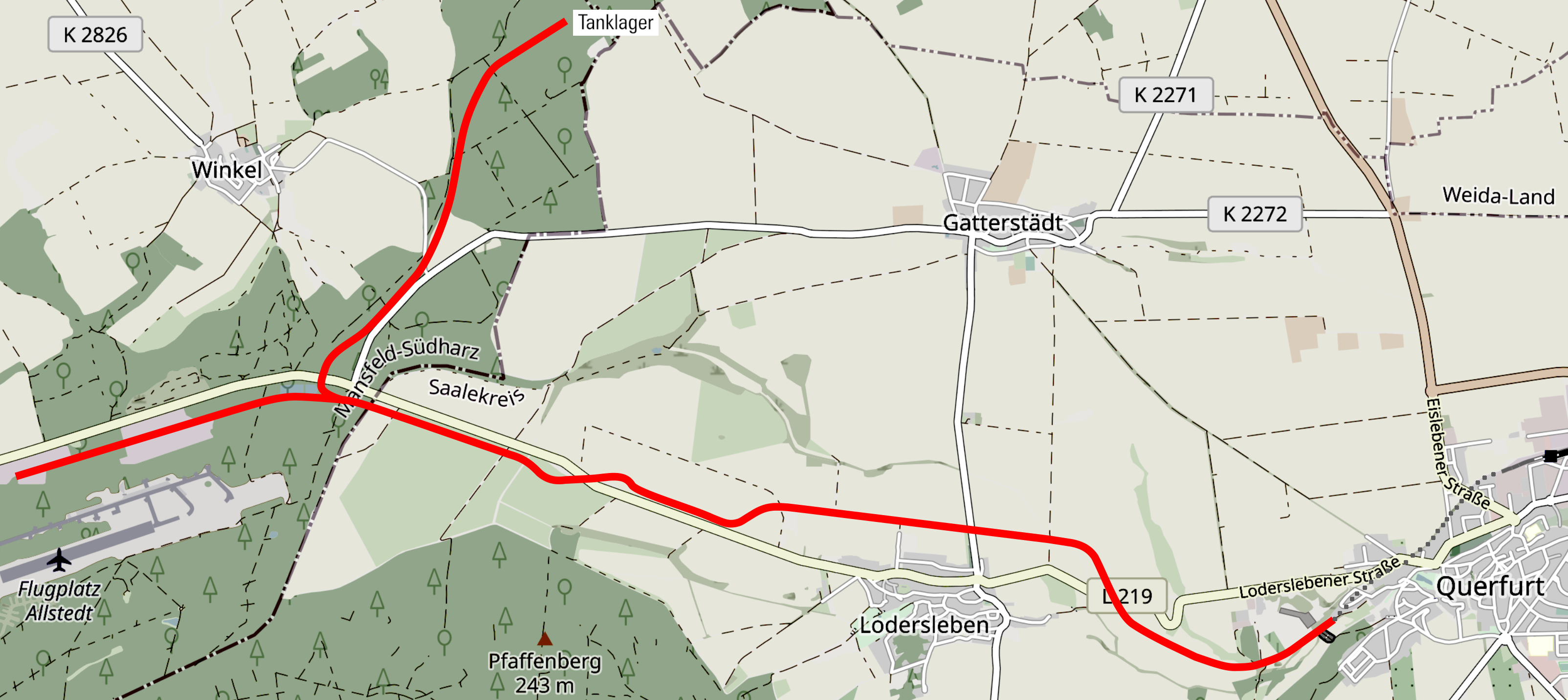
Verlauf der Anschlussbahn

Der Flugplatz verfügte über eine Anschlussbahn zur Anlieferung von Material und Treibstoffen. Die etwa 10,5 km lange Strecke zweigte am Kilometer 17,40 von der Bahnstrecke Röblingen am See–Vitzenburg ab und verlief im Wesentlichen parallel zur heutigen Landesstraße 219 zum Flugplatz, wobei der Endabschnitt im Flugplatzbereich aus Gründen der Geheimhaltung in den DDR-Kartenwerken nicht verzeichnet war. Aus topographischen Gründen musste die L 219 zweimal gequert und der Ort Lodersleben nördlich umfahren werden. Nahe der östlichen Flugplatzgrenze (Lage des Abzweigs) begann eine etwa 3,5 km lange Zweigstrecke, die nach abermaliger Querung der L 219 zum Tanklager Gatterstädt führte. Die mit schwerem Oberbau ausgestattete Bahn wurde erst nach dem Jahr 2000 abgebaut.